# Ayumu Iwasa
Ayumu Iwasa (ur. 22 września 2001 w Osace) – japoński kierowca wyścigowy. Mistrz Francuskiej Formuły 4 w 2020 roku. Od 2021 roku członek Red Bull Junior Team. Obecnie kierowca Formuły 2 w zespole DAMS.

## Wyniki

### Podsumowanie
| Sezon | Seria                             | Zespół            | Starty | P1 | PP | NO | Podia | Punkty | Pozycja |
| ----- | --------------------------------- | ----------------- | ------ | -- | -- | -- | ----- | ------ | ------- |
| 2017  | Japońska Formuła 4                | BMG F110          | 2      | 0  | 0  | 0  | 0     | 0      | NS      |
| 2017  | Formula Renault AsiaCUP - klasa A | Asia Racing Team  | 2      | 0  | 1  | 1  | 2     | 48     | 14      |
| 2020  | Francuska Formuła 4               | —                 | 21     | 9  | 5  | 7  | 15    | 329    | 1       |
| 2021  | F3 Asian Championship             | Hitech Grand Prix | 15     | 0  | 0  | 0  | 1     | 82     | 8       |
| 2021  | Formuła 3                         | Hitech Grand Prix | 20     | 1  | 0  | 0  | 2     | 52     | 12      |
| 2022  | Formuła 2                         | DAMS              | 28     | 2  | 2  | 1  | 6     | 141    | 5       |
| 2023  | Formuła 2                         | DAMS              |        |    |    |    |       |        |         |

### Formuła 3
| Rok  | Zespół            | Wyniki w poszczególnych eliminacjach | Wyniki w poszczególnych eliminacjach | Wyniki w poszczególnych eliminacjach | Wyniki w poszczególnych eliminacjach | Wyniki w poszczególnych eliminacjach | Wyniki w poszczególnych eliminacjach | Wyniki w poszczególnych eliminacjach | Wyniki w poszczególnych eliminacjach | Wyniki w poszczególnych eliminacjach | Wyniki w poszczególnych eliminacjach | Wyniki w poszczególnych eliminacjach | Wyniki w poszczególnych eliminacjach | Wyniki w poszczególnych eliminacjach | Wyniki w poszczególnych eliminacjach | Wyniki w poszczególnych eliminacjach | Wyniki w poszczególnych eliminacjach | Wyniki w poszczególnych eliminacjach | Wyniki w poszczególnych eliminacjach | Wyniki w poszczególnych eliminacjach | Wyniki w poszczególnych eliminacjach | Wyniki w poszczególnych eliminacjach | Punkty | Pozycja |
| ---- | ----------------- | ------------------------------------ | ------------------------------------ | ------------------------------------ | ------------------------------------ | ------------------------------------ | ------------------------------------ | ------------------------------------ | ------------------------------------ | ------------------------------------ | ------------------------------------ | ------------------------------------ | ------------------------------------ | ------------------------------------ | ------------------------------------ | ------------------------------------ | ------------------------------------ | ------------------------------------ | ------------------------------------ | ------------------------------------ | ------------------------------------ | ------------------------------------ | ------ | ------- |
| 2021 | Hitech Grand Prix | CAT                                  | CAT                                  | CAT                                  | LEC                                  | LEC                                  | LEC                                  | RBR                                  | RBR                                  | RBR                                  | HUN                                  | HUN                                  | HUN                                  | SPA                                  | SPA                                  | SPA                                  | ZAN                                  | ZAN                                  | ZAN                                  | SOC                                  | SOC                                  | SOC                                  | 52     | 12      |
| 2021 | Hitech Grand Prix | 14                                   | 7                                    | 15                                   | 8                                    | 9                                    | 7                                    | DK                                   | 14                                   | 6                                    | 1                                    | 10                                   | 12                                   | 15                                   | 11                                   | 13                                   | 3                                    | NU                                   | 11                                   | 10                                   | OD                                   | 9                                    | 52     | 12      |

### Formuła 2
| Rok  | Zespół | Wyniki w poszczególnych eliminacjach | Wyniki w poszczególnych eliminacjach | Wyniki w poszczególnych eliminacjach | Wyniki w poszczególnych eliminacjach | Wyniki w poszczególnych eliminacjach | Wyniki w poszczególnych eliminacjach | Wyniki w poszczególnych eliminacjach | Wyniki w poszczególnych eliminacjach | Wyniki w poszczególnych eliminacjach | Wyniki w poszczególnych eliminacjach | Wyniki w poszczególnych eliminacjach | Wyniki w poszczególnych eliminacjach | Wyniki w poszczególnych eliminacjach | Wyniki w poszczególnych eliminacjach | Wyniki w poszczególnych eliminacjach | Wyniki w poszczególnych eliminacjach | Wyniki w poszczególnych eliminacjach | Wyniki w poszczególnych eliminacjach | Wyniki w poszczególnych eliminacjach | Wyniki w poszczególnych eliminacjach | Wyniki w poszczególnych eliminacjach | Wyniki w poszczególnych eliminacjach | Wyniki w poszczególnych eliminacjach | Wyniki w poszczególnych eliminacjach | Wyniki w poszczególnych eliminacjach | Wyniki w poszczególnych eliminacjach | Wyniki w poszczególnych eliminacjach | Punkty | Pozycja |
| 2022 | DAMS   | BAH                                  | BAH                                  | SAU                                  | SAU                                  | ITA                                  | ITA                                  | ESP                                  | ESP                                  | SPA                                  | SPA                                  | SPA                                  | ZAN                                  | ZAN                                  | ZAN                                  | SOC                                  | SOC                                  | SOC                                  |                                      |                                      |                                      |                                      |                                      |                                      |                                      |                                      |                                      |                                      |        |         |
| ---- | ------ | ------------------------------------ | ------------------------------------ | ------------------------------------ | ------------------------------------ | ------------------------------------ | ------------------------------------ | ------------------------------------ | ------------------------------------ | ------------------------------------ | ------------------------------------ | ------------------------------------ | ------------------------------------ | ------------------------------------ | ------------------------------------ | ------------------------------------ | ------------------------------------ | ------------------------------------ | ------------------------------------ | ------------------------------------ | ------------------------------------ | ------------------------------------ | ------------------------------------ | ------------------------------------ | ------------------------------------ | ------------------------------------ | ------------------------------------ | ------------------------------------ | ------ | ------- |